# Scelotrichia levis
Scelotrichia levis är en nattsländeart som beskrevs av Wells och Dudgeon 1990. Scelotrichia levis ingår i släktet Scelotrichia och familjen smånattsländor. Inga underarter finns listade i Catalogue of Life.